# Futoshi Shimotamari
Futoshi Shimotamari (jap. 下玉利太 Shimotomari Futoshi) – japoński zapaśnik w stylu wolnym. Drugi w mistrzostwach Azji w 1988 roku.